# Finlands musikläroinrättningars förbund
Finlands musikläroinrättningars förbund (finska: Suomen musiikkioppilaitosten liitto) är en centralorganisation för Finlands musikläroinrättningar. 
Förbundet, som grundades 1956 och har sitt säte i Helsingfors, har till syfte är att bevaka musikläroinrättningarnas intressen i landets musik- och kulturpolitik, främja musikläroinrättningarnas konstnärliga och professionella nivå samt öka kännedomen om deras verksamhet och målsättningar. Till förbundet hörde 2010 nio konservatorier och 89 musikinstitut.